# Fantasy Masterworks
Fantasy Masterworks este o serie britanică de cărți creată cu intenția de a cuprinde „unele dintre cele mai bune, mai originale și mai influente lucrări de fantezie scrise vreodată” și, potrivit editurii Millennium (o companie Victor Gollancz Ltd), sunt „cărți care, împreună cu [cele ale lui] Tolkien, Peake și alții, au modelat fantezia modernă.”
Are o serie însoțitoare, SF Masterworks. O serie separată Future Classics a început, de asemenea, cu opt romane science fiction din ultimele decenii.
Cărțile au fost numerotate doar până la nr. 50; în repornirea seriei din 2013, cărțile nu sunt numerotate, au un aspect uniform și prezintă introduceri ale unor scriitori și critici cunoscuți.

## Seria de broșuri numerotate (2000-2007)
| Nr. | Titlu                                                            | Autor                                 | Prima publicare | ISBN                    | Publicare în Masterworks |
| --- | ---------------------------------------------------------------- | ------------------------------------- | --------------- | ----------------------- | ------------------------ |
| 1   | The Book of the New Sun, Volume 1: Shadow and Claw               | Gene Wolfe                            | 1983            | ISBN: 978-1-857-98977-9 | 2000                     |
| 2   | Time and the Gods                                                | Lord Dunsany                          | 1905–1916       | ISBN: 978-1-857-98989-2 | 2000                     |
| 3   | The Worm Ouroboros                                               | E.R. Eddison                          | 1922            | ISBN: 978-1-857-98993-9 | 2000                     |
| 4   | Tales of the Dying Earth                                         | Jack Vance                            | 1950–1984       | ISBN: 978-1-857-98994-6 | 2000                     |
| 5   | Little, Big                                                      | John Crowley                          | 1981            | ISBN: 978-1-857-98711-9 | 2000                     |
| 6   | The Chronicles of Amber                                          | Roger Zelazny                         | 1970–1978       | ISBN: 978-1-857-98726-3 | 2000                     |
| 7   | Viriconium                                                       | M. John Harrison                      | 1971–1985       | ISBN: 978-1-857-98995-3 | 2000                     |
| 8   | The Conan Chronicles Volume 1: The People of the Black Circle    | Robert E. Howard                      | 1933-2000       | ISBN: 978-1-857-98996-0 | 2000                     |
| 9   | The Land of Laughs                                               | Jonathan Carroll                      | 1980            | ISBN: 978-1-857-98999-1 | 2000                     |
| 10  | The Compleat Enchanter: The Magical Misadventures of Harold Shea | L. Sprague de Camp and Fletcher Pratt | 1940–1954       | ISBN: 978-1-857-98757-7 | 2000                     |
| 11  | Lud-in-the-Mist                                                  | Hope Mirrlees                         | 1926            | ISBN: 978-1-857-98767-6 | 2000                     |
| 12  | The Book of the New Sun, Volume 2: Sword and Citadel             | Gene Wolfe                            | 1982 & 1983     | ISBN: 978-1-857-98700-3 | 2000                     |
| 13  | Fevre Dream                                                      | George R. R. Martin                   | 1982            | ISBN: 978-1-857-98331-9 | 2001                     |
| 14  | Beauty                                                           | Sheri S. Tepper                       | 1991            | ISBN: 978-1-857-98722-5 | 2001                     |
| 15  | The King of Elfland's Daughter                                   | Lord Dunsany                          | 1924            | ISBN: 978-1-857-98790-4 | 2001                     |
| 16  | The Conan Chronicles Volume 2: The Hour of the Dragon            | Robert E. Howard                      | 1932-2001       | ISBN: 978-1-857-98747-8 | 2001                     |
| 17  | Elric                                                            | Michael Moorcock                      | 1961–1965       | ISBN: 978-1-857-98743-0 | 2001                     |
| 18  | The First Book of Lankhmar                                       | Fritz Leiber                          | 1968–1970       | ISBN: 978-1-857-98327-2 | 2001                     |
| 19  | The Riddle-Master's Game                                         | Patricia A. McKillip                  | 1976–1979       | ISBN: 978-1-857-98796-6 | 2001                     |
| 20  | Time and Again                                                   | Jack Finney                           | 1970            | ISBN: 978-0-575-07360-9 | 2001                     |
| 21  | Mistress of Mistresses                                           | E.R. Eddison                          | 1935            | ISBN: 978-0-575-07284-8 | 2001                     |
| 22  | Gloriana                                                         | Michael Moorcock                      | 1978            | ISBN: 978-0-575-07359-3 | 2001                     |
| 23  | The Well of the Unicorn                                          | Fletcher Pratt                        | 1948            | ISBN: 978-0-575-07267-1 | 2001                     |
| 24  | The Second Book of Lankhmar                                      | Fritz Leiber                          | 1968–1988       | ISBN: 978-0-575-07358-6 | 2001                     |
| 25  | Voice of Our Shadow                                              | Jonathan Carroll                      | 1983            | ISBN: 978-0-575-07367-8 | 2002                     |
| 26  | The Emperor of Dreams                                            | Clark Ashton Smith                    | 1928-2002       | ISBN: 978-0-575-07373-9 | 2002                     |
| 27  | Lyonesse I: Suldrun's Garden                                     | Jack Vance                            | 1983            | ISBN: 978-0-575-07374-6 | 2002                     |
| 28  | Peace                                                            | Gene Wolfe                            | 1975            | ISBN: 978-0-575-07376-0 | 2002                     |
| 29  | The Dragon Waiting                                               | John M. Ford                          | 1983            | ISBN: 978-0-575-07378-4 | 2002                     |
| 30  | Chronicles of Corum                                              | Michael Moorcock                      | 1977            | ISBN: 978-0-575-07366-1 | 2002                     |
| 31  | Black Gods and Scarlet Dreams                                    | C. L. Moore                           | 1933–1939       | ISBN: 978-0-575-07417-0 | 2002                     |
| 32  | The Broken Sword                                                 | Poul Anderson                         | 1954            | ISBN: 978-0-575-07425-5 | 2002                     |
| 33  | The House on the Borderland and Other Novels                     | William Hope Hodgson                  | 1907-1946       | ISBN: 978-0-575-07372-2 | 2002                     |
| 34  | The Drawing of the Dark                                          | Tim Powers                            | 1979            | ISBN: 978-0-575-07426-2 | 2002                     |
| 35  | Lyonesse II and III: The Green Pearl and Madouc                  | Jack Vance                            | 1985 & 1989     | ISBN: 978-0-575-07517-7 | 2003                     |
| 36  | The History of the Runestaff                                     | Michael Moorcock                      | 1979            | ISBN: 978-0-575-07469-9 | 2003                     |
| 37  | A Voyage to Arcturus                                             | David Lindsay                         | 1920            | ISBN: 978-0-575-07483-5 | 2003                     |
| 38  | Darker Than You Think                                            | Jack Williamson                       | 1948            | ISBN: 978-0-575-07546-7 | 2003                     |
| 39  | The Mabinogion                                                   | Evangeline Walton                     | 1936-2002       | ISBN: 978-0-575-07538-2 | 2003                     |
| 40  | Three Hearts & Three Lions                                       | Poul Anderson                         | 1961            | ISBN: 978-0-575-07498-9 | 2003                     |
| 41  | Grendel                                                          | John Gardner                          | 1971            | ISBN: 978-0-575-07582-5 | 2004                     |
| 42  | The Iron Dragon's Daughter                                       | Michael Swanwick                      | 1993            | ISBN: 978-0-575-07605-1 | 2004                     |
| 43  | Was                                                              | Geoff Ryman                           | 1992            | ISBN: 978-0-575-07669-3 | 2005                     |
| 44  | Song of Kali                                                     | Dan Simmons                           | 1985            | ISBN: 978-0-575-07659-4 | 2005                     |
| 45  | Replay                                                           | Ken Grimwood                          | 1986            | ISBN: 978-0-575-07559-7 | 2005                     |
| 46  | Sea-Kings of Mars and Otherworldly Stories                       | Leigh Brackett                        | 1942-2005       | ISBN: 978-0-575-07689-1 | 2005                     |
| 47  | The Anubis Gates                                                 | Tim Powers                            | 1983            | ISBN: 978-0-575-07725-6 | 2005                     |
| 48  | The Forgotten Beasts of Eld                                      | Patricia A. McKillip                  | 1974            | ISBN: 978-0-575-07765-2 | 2005                     |
| 49  | Something Wicked This Way Comes                                  | Ray Bradbury                          | 1962            | ISBN: 978-0-575-07874-1 | 2006                     |
| 50  | The Mark of the Beast and Other Fantastical Tales                | Rudyard Kipling                       | 1884-2007       | ISBN: 978-0-575-07791-1 | 2007                     |

## Noua serie
| Titlu                                                | Autor                | Prima publicare | ISBN                    | Publicare în Masterworks |
| ---------------------------------------------------- | -------------------- | --------------- | ----------------------- | ------------------------ |
| Aegypt                                               | John Crowley         | 1987            | ISBN: 978-0-575-08300-4 | 2013                     |
| The Dragon Griaule                                   | Lucius Shepard       | 2013            | ISBN: 978-0-575-08992-1 | 2013                     |
| Last Call                                            | Tim Powers           | 1992            | ISBN: 978-0-575-11681-8 | 2013                     |
| The Falling Woman                                    | Pat Murphy           | 1986            | ISBN: 978-0-575-13314-3 | 2013                     |
| The Phoenix and the Mirror                           | Avram Davidson       | 1969            | ISBN: 978-0-575-13038-8 | 2013                     |
| Lord Darcy                                           | Randall Garrett      | 1964–1979       | ISBN: 978-1-473-20104-0 | 2014                     |
| Votan and Other Novels                               | John James           | 1966–1969       | ISBN: 978-0-575-10550-8 | 2014                     |
| The Broken Sword *                                   | Poul Anderson        | 1954            | ISBN: 978-1-473-20544-4 | 2014                     |
| Ombria in Shadow                                     | Patricia A. McKillip | 2002            | ISBN: 978-1-473-20574-1 | 2014                     |
| Beauty *                                             | Sheri S. Tepper      | 1991            | ISBN: 978-1-473-20659-5 | 2014                     |
| Mythago Wood                                         | Robert Holdstock     | 1984            | ISBN: 978-1-473-20545-1 | 2014                     |
| Little, Big *                                        | John Crowley         | 1981            | ISBN: 978-1-473-20547-5 | 2015                     |
| The Book of the New Sun, Volume 1: Shadow and Claw * | Gene Wolfe           | 1983            | ISBN: 978-1-473-21197-1 | 2015                     |
| Expiration Date                                      | Tim Powers           | 1996            | ISBN: 978-1-473-21198-8 | 2015                     |
| The Forgotten Beasts of Eld *                        | Patricia A. McKillip | 1974            | ISBN: 978-1-473-21203-9 | 2015                     |
| Lavondyss                                            | Robert Holdstock     | 1988            | ISBN: 978-1-473-21199-5 | 2015                     |
| Earthquake Weather                                   | Tim Powers           | 1997            | ISBN: 978-1-473-21205-3 | 2015                     |
| Thomas the Rhymer                                    | Ellen Kushner        | 1990            | ISBN: 978-1-473-21162-9 | 2015                     |
| The Anvil of Ice                                     | Michael Scott Rohan  | 1986            | ISBN: 978-0-575-09221-1 | 2015                     |
| Elleander Morning                                    | Jerry Yulsman        | 1984            | ISBN: 978-1-473-21169-8 | 2015                     |
| The Circus of Dr. Lao                                | Charles G. Finney    | 1935            | ISBN: 978-1-473-21367-8 | 2016                     |

* Volum publicat și în seria numerotată Fantasy Masterworks.